# Irina Skladneva
Irina Skladneva (in russo Ирина Складнева?; Brynkhovo, 4 febbraio 1974) è un'ex fondista russa.

## Biografia
In Coppa del Mondo debuttò il 5 gennaio 1997 a Kavgolovo (32ª) e ottenne il primo podio l'8 marzo 1998 a Lahti (3ª). Non partecipò né a rassegne olimpiche né iridate.
Nel 2001 vinse la 28ª edizione della Marcialonga.

## Palmarès

### Mondiali juniores
- 3 medaglie:
  - 2 ori (15 km a Harrachov 1993; 5 km a Breitenwang 1994)
  - 1 bronzo (15 km a Breitenwang 1994)

### Coppa del Mondo
- Miglior piazzamento in classifica generale: 12ª nel 2000
- 4 podi (tutti a squadre[1]):
  - 1 secondo posto
  - 3 terzi posti